# Paterno, Basilicata
Paterno är en ort och kommun i provinsen Potenza i regionen Basilicata i Italien. Kommunen hade 3 327 invånare (2017).